# Adaeulum coronatum
Adaeulum coronatum is een hooiwagen uit de familie Triaenonychidae. De wetenschappelijke naam van Adaeulum coronatum gaat terug op Kauri.